# James Craig
James Craig foi um arquitecto escocês que em 1766, com apenas 21 anos de idade, venceu o concurso para a expansão da cidade de Edimburgo para a zona junto ao North Loch, que passou a ser conhecida como New Town. Os nomes das ruas (George Street, Hanover Street, St.Georges Square) não deixavam dúvidas que
James, como muitos whigs presbiterianos escoceses, era pró-união Escócia-Inglaterra.
New Town tornou-se o lar de comerciantes, banqueiros, profissionais liberais e professores da Universidade. David Hume, que viveu ali, descreveu New Town numa carta a um amigo como "excedendo tudo o que existe em qualquer parte do mundo".
James Craig era também sobrinho do poeta escocês James Thomson.